# Luminös röd nova
En luminös röd nova är en stjärnexplosion som tros orsakas genom en sammanslagning av två stjärnor. Den kännetecknas av en distinkt röd färg, och en ljuskurva som dröjer sig kvar och sedan får utökad ljusstyrka i det infraröda området. Luminösa röda novor ska inte förväxlas med vanliga novor, där explosionen sker på ytan av vita dvärgstjärnor.

## Luminösa röda novor
Astronomerna känner till endast ett mindre antal objekt som kan karaktäriseras som luminösa röda novor. M31-RV i Andromedagalaxen hade utbrott 1988 och kan tillhöra kategorin. V4332 Sagittarii i Vintergatan hade ett liknande utbrott 1994 och V1309 Scorpii 2008. 2002 hade V838 Monocerotis ett likartat utbrott som studerades noga av astronomerna.
Det objekt som katalogiserades först var M85 OT2006-1 i Messier 85, som var fick beteckningen 2007.
Också CK Vulpeculae tillhör variabeltypen. Den fick sitt utbrott 1670 (Nova Vulpeculae 1670) och blev den första novan som dokumenterades på ett tillförlitligt sätt av astronomerna.

## Förutsägelse om utbrott
En förutsägelse har gjorts att stjärnsystemet KIC 9832227 tidigt år 2022 (2022,2 ± 0,6) kommer att slås samman och bli ett röd nova-utbrott.